# Zagrodnik (góra)
Zagrodnik (dawniej niem. Hofeberg, po 1945 r. również Dworska) – góra ze szczytem na wysokości 749 m n.p.m. znajdująca się w Masywie Śnieżnika w Sudetach, na terenie Śnieżnickiego Parku Krajobrazowego.

## Geografia i geologia
Zagrodnik znajduje się na zachodniej krawędzi Masywu Śnieżnika, opadając stromymi zboczami do Rowu Górnej Nysy, ponad zabudowaniami wsi Jaworek. Zbudowany jest ze skał gnejsowych, należących do metamorfiku Lądka i Śnieżnika, i porośnięty dolnoreglowym lasem świerkowym.